# Henri Camille Carville
Pour les articles homonymes, voir Carville.
Henri Camille Carville, né le 19 mars 1828 à Paris et mort le 9 avril 1885 à Menton, est un neurologue français.

## Biographie
Étudiant d’Alfred Vulpian, dont il a édité les Leçons sur l’appareil vasomoteur faites à la Faculté de médecine de Paris, et assistant de son cours de pathologie expérimentale,, il a effectué, en 1875, des recherches anatomiques sur la circulation des hémisphères cérébraux, avec Henri Duret.